# Eric Cartman
Eric Theodore Cartman, comúnmente llamado Cartman, aunque en algún episodio se mencionó a él mismo como Eric P. Cartman, es un personaje ficticio de la serie de dibujos animados estadounidense South Park. Fue creado por Trey Parker y Matt Stone. Aunque era un prototipo y modelo base de un corto llamado The Spirit of Christmas: Jesus vs Frosty (1992), debutó oficialmente en el episodio Cartman Gets an Anal Probe, estrenado el 13 de agosto de 1997.
Es uno de los protagonistas, destaca por ser manipulador, malintencionado, soberbio, rencoroso, racista y discriminador, además de ser inteligente y estratega. Gracias a esto, ha resultado ser uno de los más conocidos en la historia de la animación moderna en la televisión estadounidense. Siendo descrito por Trey Parker y Matt Stone como un "pequeño Archie Bunker". También es el enemigo jurado de Kyle Broflovski, Stan Marsh, Kenny McCormick (otro de los protagonistas) Este personaje representa la mayoría de los estereotipos negativos asociados a un ciudadano estadounidense.

## Papel
Cartman es estudiante de la escuela primaria de South Park, Durante los primeros 58 episodios de la serie, Cartman y sus compañeros estaban en tercer grado antes de pasar a cuarto durante el episodio Cuarto grado de la cuarta temporada. Durante el cual quieren regresar a tercer grado viajando en el tiempo. (Sin embargo fracasan y el único que viajó en el tiempo fue Timmy). Suele distinguirse de los demás por su apariencia física ancha, siendo objeto de burlas debido a su obesidad.
Cartman en muchas ocasiones se ha burlado de Kenny por su pobreza. En el episodio Kenny Muere Cartman aprovecha su precaria salud para conseguir que deje de estar prohibido la investigación con Células madre para hacer su propio Shakey's Pizza con células madre fetales. Sin embargo, Cartman dice que Kenny es su "mejor amigo" en episodios como Kenny Muere y Mejores amigos para siempre. Cartman sabe hablar Idioma alemán, y en el episodio La Pasión del Judío lo usa para imitar a Adolf Hitler. mientras promueve el exterminio de judíos hacia Personas ajenas al idioma alemán.
Su extremo odio hacia los hippies (con Cartman teniendo pesadillas febriles sobre estos) funciona para satirizar la contracultura en la década de 1960 y su influencia en la sociedad contemporánea. lo que refleja el odio de Trey Parker hacia ellos. también en varios episodios suele odiar a la serie de televisión estadounidense Padre de familia.   en el episodio Cartoon Wars Parte II Cartman busca que la serie Padre de familia sea eliminada permanentemente de las ondas de radio cuando Fox planea emitir otro episodio de la serie a pesar de su inclusión de una caricatura de Mahoma. Esto hace que Kyle haga un discurso breve sobre la ética de la censura.
Cartman se siente alienado de la mayoría de otros niños debido a su fuerte amoralidad. pero ocasionalmente se ven influenciados debido a su manipulación.

## Personaje

###### Características y personalidad
Eric Cartman es un niño de 10 años estudiante de primaria que vive con su madre en el pueblo ficticio de South Park (Colorado). Es mal hablado y  con sobrepeso; casi siempre usa ropa de invierno, que consiste 
en una gorra de lana color turquesa que tiene una franja y bola amarilla, una chaqueta roja, guantes amarillos y pantalones marrones. Cuando no usa su gorra, se aprecia que su cabello es color castaño, Aunque a veces su cabello es negro.
Cartman dice groserías (al igual que sus amigos) esto retrata como Trey Parker y Matt Stone creen que los niños pequeños hablan cuando realmente están solos.
Es el más desagradable, grosero y odioso de su grupo de amigos (Kyle, Stan y Kenny), también es patán y egoísta al punto del narcisismo, temperamental, desleal, salvaje, extremista, xenófobo, racista, chovinista, clasismo, misógino, pedante, psicótico, sociópata y especialmente antisemita, insultando a Kyle constantemente y disfrazándose de Hitler en algunas ocasiones. Es Agresivo y burlón incluso con aquellos quienes lo consideran su amigo, razón por la que generalmente es el más solitario de los 4. Cuando se lo propone, logra burlar a sus amigos y salirse con la suya usando su gran capacidad, aunque normalmente lo descubren después de que sus planes se le vayan de las manos. Adora a los gatos, ya que en el episodio El Gran Tetaje esconde gatos en su ático cuando estos son prohibidos.
Suele disfrutar las cosas simples de la vida: "ver televisión, Comer comida chatarra, Jugar videojuegos y el sufrimiento de aquellos a quienes desprecia" 
Si bien Cartman cumple el papel de antihéroe en la serie, ha habido episodios en donde ha desarrollado una mentalidad extremadamente psicópata, apática e insensible con cualquier persona en general. Uno de los episodios donde probablemente alcanzó a la cumbre de su maldad fue en Scott Tenorman debe morir (de la quinta temporada), donde, por venganza, ya que Scott le estafo unos 16 dólares, ingenió un plan con el que provocó la muerte de los padres de un adolescente llamado Scott Tenorman, los cortó en pedazos, los cocinó en chile y se los dio al mismo chico a comer, luego Scott es humillado frente a su banda favorita, Radiohead.  Incluso los guionistas de la serie debatieron sobre el episodio si el incidente sería "ir demasiado lejos, incluso para Cartman".  Desde ese famoso y recordado episodio, Cartman pasó a ser el antagonista principal de la serie y demostrando que su maldad no era en sí la "inocencia" de un niño. Aunque Cartman ha demostrado tener cierta parte de bondad, por ejemplo en El Gran Tetaje (de la duodécima temporada) se mostró preocupado por Kenny cuando "queseo", y salvó a algunos gatos del barrio. En Liberen a Wilsix se unió a los chicos para liberar a una ballena y contuvo a Kyle cuando creyó que la ballena iba a morir. (La cual posteriormente murió porque la enviaron en un cohete a la luna).
En el episodio El pequeño Tourette confiesa estar enamorado de una niña llamada Patty Nelson.
Cartman en el episodio Refrito, inspirado por PewDiePie, creó un canal de YouTube llamado CartmanBrah, su primer video fue en la Parada de autobuses, donde molestaba a Kyle y Stan comentando sobre la conversación que tenían.
La pésima dieta de Cartman le condena a la obesidad, su sobrepeso fue retratado a menudo como símbolo de su pereza, Avaricia entre otros. sus amigos, para burlarse, le llaman normalmente "culo gordo" o "culón". Él siempre contesta que no está gordo, sino que es "de huesos anchos" o "fuertecito". Son características de él su papada y su cuerpo, que es el doble de ancho que el de sus amigos. Kenny trabajó para él en los primeros episodios, ya que cuando tienen que hacer una pareja en grupo, Stan va con Kyle. A partir de la séptima temporada, el único que trabaja para él es Butters, ya que lo considera su amigo y no sabe que Cartman le traiciona, aunque en la mayoría de los casos Cartman termina más humillado que él.
A pesar de su enemistad con Kyle, en el fondo se consideran amigos, por lo que bien pueden describirse como amienemigos. Kyle es la razón por la que Cartman odia a los judíos y a los pelirrojos. Por otro lado, Kyle a veces siente envidia por las ideas ingeniosas de Cartman y hace todo lo posible para que sus planes se arruinen. En el episodio Problema de amígdalas, cuando a Cartman le diagnostican sida, Kyle no puede contener su risa y tiene que salir de la habitación para reírse en el pasillo, mientras todos los que están adentro escuchan en silencio las carcajadas de Kyle. En pocos episodios se han visto como buenos amigos, pero Cartman siempre desea que Kyle sea humillado. A diferencia de Butters, Kyle no cae tan fácil en sus bromas por ser inteligente y casi nunca teme enfrentarse a él. Sin Kyle, Cartman no tendría de quien burlarse o a quien insultar, por lo que su vida sería aburrida.
A pesar de toda esa personalidad de niño prepotente, abusivo e intocable, el único capaz de pegarle donde más le duele es Stan Marsh, quien suele a veces dirigirse a él, recordando le su obesidad de manera hiriente, logrando una respuesta irritada y herida por parte de Eric.

### Mapache y amigos
Cartman creó  una liga de superhéroes llamada "Coon & Friends" Con Kyle, Stan, Kenny, Bradley, Token, Timmy, y Craig. quienes son raccoon, Human Kite, Mysterion, Fruit Cereal, Tool, Iron Lady, Mosquito y Topperware, Pero Cartman solo esta interesado en ser famoso y chantajear al capitán Hindsight. (el superhéroe más amado de South Park) que en salvar al crimen y las personas. por lo que sus amigos deciden sacarlo.
Cartman es el Mapache, aunque insiste en negar su "identidad secreta". Mysterion y Fruit Cereal son los únicos niños que realmente tienen poderes. Luego creyendo que él es el héroe y que sus amigos fueron "hechizados por un poder maligno", decide hacer alianza con el dios Cthulhu, quien se toma como la deidad más malvada del universo creyendo que debía "unirse al enemigo", y manipula a Cthulhu para destruir sinagogas, matar hippies y a Justin Bieber, y desterrar a sus amigos al oscuro olvido, pero luego él y Cthulhu son derrotados por Mint-berry Crunch, uno de los superhéroes del grupo que sí tenía un superpoder.

### Creación y diseño
Un precursor de Cartman apareció en el corto de The Spirit of Christmas llamado "Jesus vs Frosty", Creado por Trey Parker y Matt Stone en el año 1992 mientras estudiaban en la Universidad de Colorado en Boulder, En el corto, Un personaje parecido a Eric Cartman se llamaba Kenny. Fue animado usando stop motion, tijeras, cartulina, pegamento y una cámara vieja de 8mm.
3 años después Brian Garden les encargó crear otro corto como Tarjeta navideña en video que pudiera enviar a sus amigos, Trey Parker y Matt Stone crearon otro corto de The Spirit of Christmas titulado "Jesus vs Santa".  En este corto, Cartman aparece por primera vez como lo hace en la serie, y se le da el nombre de "Cartman" Mientras que Kenny aparece como lo hace en la serie y se le da el apodo de "Kenny" . Cartman apareció por última vez el 13 de agosto de 1997 cuando South Park debutó en Comedy Central en el episodio Cartman consigue una sonda anal. este episodio es una combinación de cartulina y Animación por computadora, y tomo 3 meses en terminarse. Luego el papel de construcción utilizado en el piloto se escaneó en una base de datos informática, Este escaneó ayuda con la animación del programa.
En consonancia con el estilo de animación, Cartman se compone de formas geométricas simples y colores primarios.
No se le ofrece el mismo rango de movimiento libre asociado con los personajes dibujados a mano; se muestra principalmente desde una dirección y sus movimientos son intencionalmente bruscos. 
Parker adujo que ideó la voz de Cartman mientras el y Stone  estaban en clase de cine, donde hablaban con voces agudas y infantiles. lo cual irritaba a sus profesores. Reproducían estas voces de forma natural en las primeras temporadas de South Park.  Aunque originalmente había puesto la voz de Cartman sin manipulación informática, Parker ahora lo hace hablando dentro de su rango vocal normal con una inflexión infantil.  El audio grabado se edita con Pro Tools y se modifica el tono para que la voz suene como un niño de cuarto de primaria. Parker afirma que para lograr el efecto de la voz de Cartman,  simplemente usa la misma técnica al ponerle la voz a Stan Marsh, Pero añadiéndole mucho volumen.

### Desarrollo

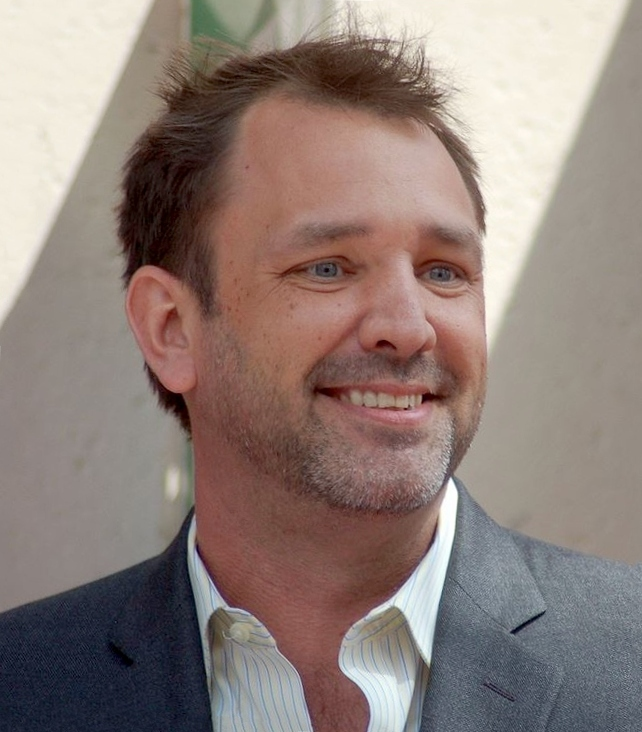
Trey Parker es la voz de Eric Cartman en el doblaje original.

La personalidad de Cartman está basado en Archie Bunker De All in the Family, Pero el nombre de Cartman está basado en "Matt Karpman", Amigo de Trey Parker y Matt Stone, Además, Cartman representa lo peor de la humanidad. en 2019, Trey Parker, Matt Stone y Jonathan Korty recaudaron dinero para Matt Karpman y su familia, ya que diagnosticaron a Matt Karpman con ELA, actualmente llevan más de 50 mil dólares recaudados con más de 500 donaciones.   Incluso antes de que existiera Wikipedia, se rumoreaba que Cartman estaba basado en Archie Bunker.
Trey Parker y Matt Stone afirmaron en 2008 que crear a Cartman como un niño gordo de 8 años, les facilitó interpretar un personaje similar a Archie Bunker después de la introducción de la corrección política de televisión a finales del siglo XX. Mientras desarrollaba el personaje, Parker señaló que todos recuerdan a un "niño gordo molesto en su pasado", o "ellos eran el niño gordo molesto". Stone ha observado que "los niños no son niños buenos, inocentes y amantes de las flores... no tienen ningún tipo de tacto social ni etiqueta, son simplemente unos completos bastardos furiosos".
Si bien Stan y Kyle son la base de Parker y Stone, Afirman que Cartman es su personaje favorito y con el que más se identifican, Además, Cartman representa el lado oscuro de Trey Parker y Matt Stone, las cosas que jamás dirían.

## Familia

### Madre de Eric Cartman
Su madre, Liane Cartman, es una reina del porno, además de que es hermafrodita, que resultó ser su padre en el episodio dos de la segunda temporada "La madre de Eric Cartman sigue siendo una puta sucia". Esto se revela más tarde en el episodio "200" como una elaborada artimaña.
Liane Cartman suele consentir demasiado los caprichos de Eric Cartman lo que hace que este sea insoportable e maleducado, haciendo que Liane Cartman sea la razón de porque Cartman es así. Sin embargo  en el fondo es una madre muy cariñosa dispuesta a todo para que su hijo sea muy feliz. Aunque con el tiempo, asume más sus responsabilidades y se vuelve menos permisiva con Cartman.

### Padre y hermano de Eric Cartman
En el episodio "201", se reveló la verdadera identidad del padre de Eric Cartman: Jack Tenorman, exjugador de los Broncos de Denver, a quien Cartman asesinó junto a su esposa y se lo dio de comer a Scott en Scott Tenorman debe morir. (Quien resulta ser su medio hermano).

### Tío de Eric Cartman
Howard Cartman es el tío de  Eric Cartman. Howard es Obeso, y en el medio es calvo, Tiene arrugas en la mayor parte de su rostro, Trey Parker es la voz de Howard Cartman. 

### Mascotas
Cartman tenía una gata llamada Kitty: Kitty siempre maullaba para que Cartman le diera comida, Pero este nunca se la daba y la maldecía.
Kitty es hermafrodita, igual que la mamá de Cartman.
En el episodio Un Elefante hace el Amor con una Cerda Cartman también es dueño de una cerda llamada Fluffy.

### Peluches de Eric Cartman
Eric Cartman tiene varios muñecos, y juega al té con ellos: la rana Clyde, con quien se siente muy allegado; Polly Prissypants, Peter Panda, Rumpertumskin y Muscleman Marc.

###### Rana Clyde
la rana Clyde es el juguete favorito de Eric Cartman, Cartman suele llamar a la Rana Clyde: "Artemus Clyde Frog" cuando interpreta a Wild Wild West en el episodio Orgia Gatuna.
En el episodio 1% La rana Clyde muere con el resto de peluches de Eric Cartman. 

## Impacto cultural
Cartman es mayormente el personaje favorito de los seguidores de South Park. y a menudo se le describe como el personaje más famoso de la serie, Además de ser relevante para la comedia y la cultura. Con un titular en su versión en línea de un informe de radio, NPR Hizo un artículo donde declaraba a Cartman como "El pequeño $@#&*% favorito de Estados Unidos". "¡Respeten mi autoridad!" y "¡Que se jodan, chicos... me voy a casa!" se convirtieron en lemas, durante las primeras temporadas de South Park, Fueron muy populares dentro de los espectadores. En una encuesta hecha en 1999 por NatWest Bank, varios niños de ocho y nueve años votaron por Cartman como su personaje favorito de South Park. Esto generó preocupación entre los padres, que esperaban que saliera un personaje de una serie infantil. Matt Stone respondió afirmando que los resultados de la encuesta eran "desconcertantes para quienes tienen una visión idílica de como son los niños".
En 2005, Comedy Central realizó un maratón de tres noches de episodios que mostraban lo que los votantes consideraban sus "25 mejores momentos": En 2008, se lanzó una colección de DVD titulada "El culto a Cartman", que Comedy Central describió como "¡12 episodios clásicos con Cartman en su peor momento!".
Mientras que algunos miembros de la comunidad judía han elogiado la representación de Cartman en la serie con una actitud antisemita hacia Kyle como una forma de retratar con precisión lo que significa para un joven judío tener que soportar prejuicios, otros judíos han culpado a South Park y a Cartman por haberse rodeado de "racismo aceptable". El 20 de noviembre de 2008, surgió un grupo de Facebook titulado "Día Nacional de Patear a un Pelirrojo, ¿vas a hacerlo?" que sugería abuso hacia los Pelirrojos. Miles de usuarios de internet se unieron al grupo, y pronto surgieron informes de un temido aumento del acoso escolar a estudiantes pelirrojos en todo Canadá. El administrador del grupo, un joven de 14 años de la isla de Vancouver , dijo que el grupo solo pretendía ser una broma y se disculpó por la ofensa causada. El grupo se inspiró en el episodio de la novena temporada (2005) "Ginger Kids", en el que Cartman incita a prejuicios hacia aquellos con cabello rojo, piel pálida y pecas, un grupo al que llama "Gingers" y afirma que son inherentemente malvados y sin alma.
Eric Cartman fue la inspiración para Power, personaje de Chainsaw Man.

###### Reconocimiento
TV Guide clasificó a Cartman en el número 10 en su lista de 2002 de los "50 mejores personajes de dibujos animados". También clasificó a Cartman en el número 24 en la lista de los "mejores 25 villanos de televisión" de TV Guide. VH1 Clasificó a Cartman en el número 198 en la lista de "200 mejores íconos de la cultura pop". Bravo en el 2004 clasificó a Cartman en el puesto 19 en el especial de televisión "100 mejores personajes de televisión". En el año 2020, Paste clasificó a Cartman en el número 17 de su lista "Los 50 mejores Personajes de Dibujos Animados de Todos los Tiempos". en el año 2005, Al declararlo el segundo personaje más aterrador de la televisión, Solo detrás del Sr Burns de Los Simpson, Brian Bellmont de MSNBC describió a Cartman como un "paquete de maldad pura y sin adulterar, todo envuelto en un paquete caricaturesco, eh, de huesos grandes" que "se deleita salvajemente con su maldad". En 2014, IGN clasificó a Cartman en el primer lugar de su lista "Los mejores 25 personajes de South Park", El sitio web afirmó que Cartman es uno de los peores seres humanos en la historia de la ficción, IGN Comento que era la "opción obvia, pero a veces, la opción obvia también es la correcta". IGN concluyó llamándolo "la mayor contribución de South Park al mundo de los personajes animados, y eso es mucho decir. Incluso si argumentas que es monótono, tienes que admitirlo... es una nota genial".

## En otros medios
en South Park: El fin de la obesidad, Cartman navega el sistema de salud estadounidense con la ayuda de Kyle y Butters con el fin de poder acceder al nuevo medicamento para la obesidad y diabetes Ozempic.
en el videojuego South Park: La Vara de la Verdad Cartman es el líder de una de las dos tribus de South Park, Y gobierna el "reino" de su patio trasero.
en el videojuego South Park: Chef's Luv Shack Cartman es un personaje jugable cuando participa en los "mini juegos" del juego basados en otros juegos de arcade populares.
en el videojuego South Park: Tenorman's Revenge  Cartman viaja a través del tiempo y lucha contra Scott Tenorman.
en el videojuego South Park: Snow Day! Una tormenta de nieve arrasa con la ciudad de South Park, y depende de Cartman, Stan, Kyle, Kenny y el niño nuevo salvar la ciudad, Aunque a Cartman no le importa demasiado.
en South Park: Mega Millionaire Cartman tiene que superar una variedad de obstáculos en el escenario de un concurso japonés.